# زلزال مقاطعة كيرن 1952
زلزال مقاطعة كيرن 1952 هو زلزالٌ وقعَ في مقاطعة كيرن في الولايات المتحدة بتاريخ 21 يوليو 1952.